# Naohiro Tamura
Naohiro Tamura (田村 直弘 Tamura Naohiro?), född 3 juli 1978 i Tokushima prefektur, är en japansk före detta fotbollsspelare.
Tamura började sin karriär 2000 i Gamba Osaka. 2002 flyttade han till Sagan Tosu. Efter Sagan Tosu spelade han för Ehime FC. Han avslutade karriären 2004.